# Niklaus Riggenbach
Niklaus Riggenbach (Guebwiller (Elzász), 1817. május 21. – Olten (Svájc), 1899. július 25.) vasútépítő mérnök és mozdonytervező, a róla elnevezett, Riggenbach-rendszerű fogaslétra kifejlesztője.

## Élete, munkássága
Niklaus Riggenbach családja eredetileg a svájci Rünenbergből származott. Apja korai halála után anyja, nyolc kiskorú gyermekével, Elzászból visszaköltözött Svájcba, Bázelba.
Riggenbach 16 évesen gépész-szakmunkásnak kezdett tanulni, tanulmányai befejeztével külföldre utazott. 1837-ben Párizsban talált munkát, ami mellett esti iskolában járt, ahol kimagasló matematika és fizika tudásra tett szert. 1839-ben részt vett a Párizs–Saint-Germain-vasútvonal ünnepélyes átadásán, ahol elhatározta, hogy mozdonyokat fog tervezni és építeni.
1840. júniusában Karlsruhe-ba költözött, ahol az Emil Kessler-féle gépgyártó műhelyben kezdett dolgozni, a ranglétrán felkapaszkodva az üzem igazgatója lett. Nem kevesebb, mint 150 mozdony építésében vett részt, többek között az 1847. augusztus 9-én megnyitott Schweizerischen Nordbahn (magyarul Svájci Északi Vasúttársaság) számára készülő Limmat nevű gőzmozdony építésében.
1847. novemberében egy bázeli hölgyet vett feleségül, hogy a korábban tüzérségi kiképzést kapott Riggenbach elkerülje a svájci polgárháború miatti besorozást, a szertartásra a bádeni Binzenben került sor. 1848-ban születik meg egyetlen fia, aki nem az apja nyomdokait követte, pap és egyetemi tanár lett.
A Bázel–Olten-vasútvonal építése 1853-ban kezdődött, a Schweizerischen Centralbahn Gesellschaft (magyarul Svájci Központi Vasúttársaság) igazgatósága őt kérte fel a mozdonyok beszerzésére. Egy tökéletesebb gőzmozdony kifejlesztéséhez körutazásra indult Angliába és Ausztriába, ahol számos mozdonyt vizsgált át tüzetesen. 1856-ban a vasúttársaság olteni főműhelyének vezető gépésze és igazgatója lett. A vezetése alatt a főműhely Svájc egyik legnagyobb mozdonygyárává fejlődött, ahol vasúti kocsikat és acél hídelemeket is gyártottak.
A meredek vonalvezetésű Bázel–Olten-vasútvonalon nagy gondot okozott az adhéziós mozdonyok gyenge tapadása, ezért a hegyi vasutakra Riggenbach új megoldást javasolt. A sínek közé fogaslétrát tervezett, amibe a mozdony fogazott kereke kapaszkodhat, így a vonatok nagyon meredek pályákon is biztonságosan közlekedhetnek. A fogaskerekű vasútra 1863. augusztus 12-én, Franciaországban adta be szabadalmát, 59625 szám alatt. Riggenbach fogasrendszere nagyban hasonlított az amerikai Sylvester Marsh által tervezett fogasrendszerre, bár egymástól függetlenül fejlesztették ki találmányukat. A világ első fogaskerekű vasútját Marsh az Amerikai Egyesült Államokban, a Washington-hegyen építette meg, a vasútvonalat 1868. augusztus 14-én nyitották meg.
Riggenbach, Ferdinand Adolf Naeff és Olivier Zschokke mérnöktársaival, 1869. szeptemberétől megkezdi Vitznau és Rigi közötti fogaskerekű vasút építését. Európa első fogaskerekű vasútvonalát 1871. május 21-én adták át.
A Vitznau–Rigi-vasút sikerén felbuzdulva 1871-ben megvált az olteni főműhelytől és megalakította a Internationalen Gesellschaft für Bergbahnen társaságot, amely kifejezetten hegyi vasutak és fogaskerekű mozdonyok tervezésével, illetve építésével foglalkozott. A mozdonyok és felépítményi anyagok gyártásához új gyárat alapított Aarauban.
1883-tól olteni irodájában szabadúszó mérnökként dolgozott, több kontinensen, számos hegyi vasutat tervezett. Olten, Aarau és Trimbach városok tiszteletbeli polgára 1899-ben, 82 évesen hunyt el.

## Fordítás
- Ez a szócikk részben vagy egészben  a   Niklaus Riggenbach című német Wikipédia-szócikk fordításán alapul.  Az eredeti cikk szerkesztőit annak laptörténete sorolja fel. Ez a jelzés csupán a megfogalmazás eredetét és a szerzői jogokat jelzi, nem szolgál a cikkben szereplő információk forrásmegjelöléseként.